# هاري جدعون ولز
هاري جدعون ولز (بالإنجليزية: Harry Gideon Wells)‏ هو عالم أمراض أمريكي، ولد في 21 يوليو 1875 في Fair Haven, New Haven ‏ في الولايات المتحدة، وتوفي في 26 أبريل 1943.